# Кардинал (риба)
Кардинал (Tanichthys albonubes) — риба родини таніхтових (Tanichthyidae).
Кардинали були завезені в СРСР у 1946 році.

## Поширення
У природних умовах живе в гірських потоках і озерах Китаю.

## Опис рибки

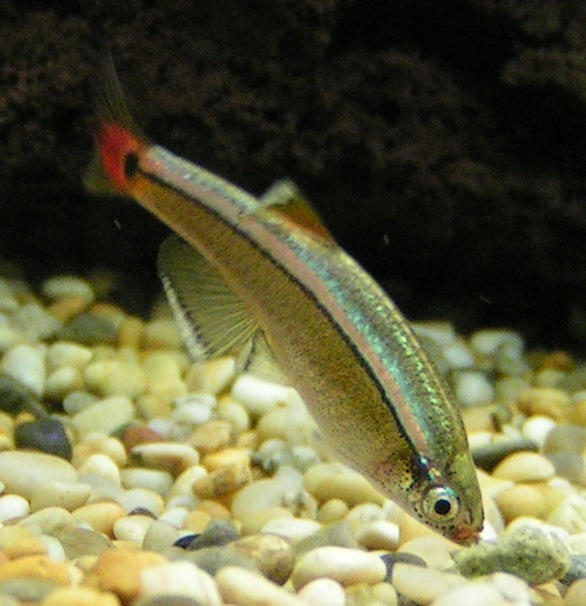
Tanichthys albonubes

Прудкі кардинали за формою тіла схожі на даніо. Завдовжки вони 4 см. Забарвлення риб скромне. Верхня частина спини жовтувато-коричнева, на тлі цього кольору від очей до хвоста проходить сріблясто-синя і золотиста смуги. Особливо виділяється вона в молодих особин. Спинка зеленувата, черевце біле. Плавники лимонно-жовті, верхівка спинного, анального, черевних і середина хвостового плавців червоні. Спинний і хвостовий плавці мають два основні кольори: лимонний і яскраво-червоний. Якщо риби утримуються в досить зарослому акваріумі, на темному тлі і в стабільних умовах, то їх тіло набуває неповторного пурпурового забарвлення. Можливо, саме через це вид дістав таку назву, адже кардинали носять червоне вбрання.
Особливо ефектно виглядає зграя риб, якщо вона складається з особин різного віку. Насичене сріблясто-синє забарвлення молодих особин у поєднанні з рубіново-червоними рибами старшого віку не можуть нікого залишити байдужим.
Нерідко в акваріумах аматорів зустрічається вуалева форма кардиналів. Штучно виведені вуалеві форми кардиналів за жвавий характер і яскраві барви влучно названо «метеорами».

## Утримання

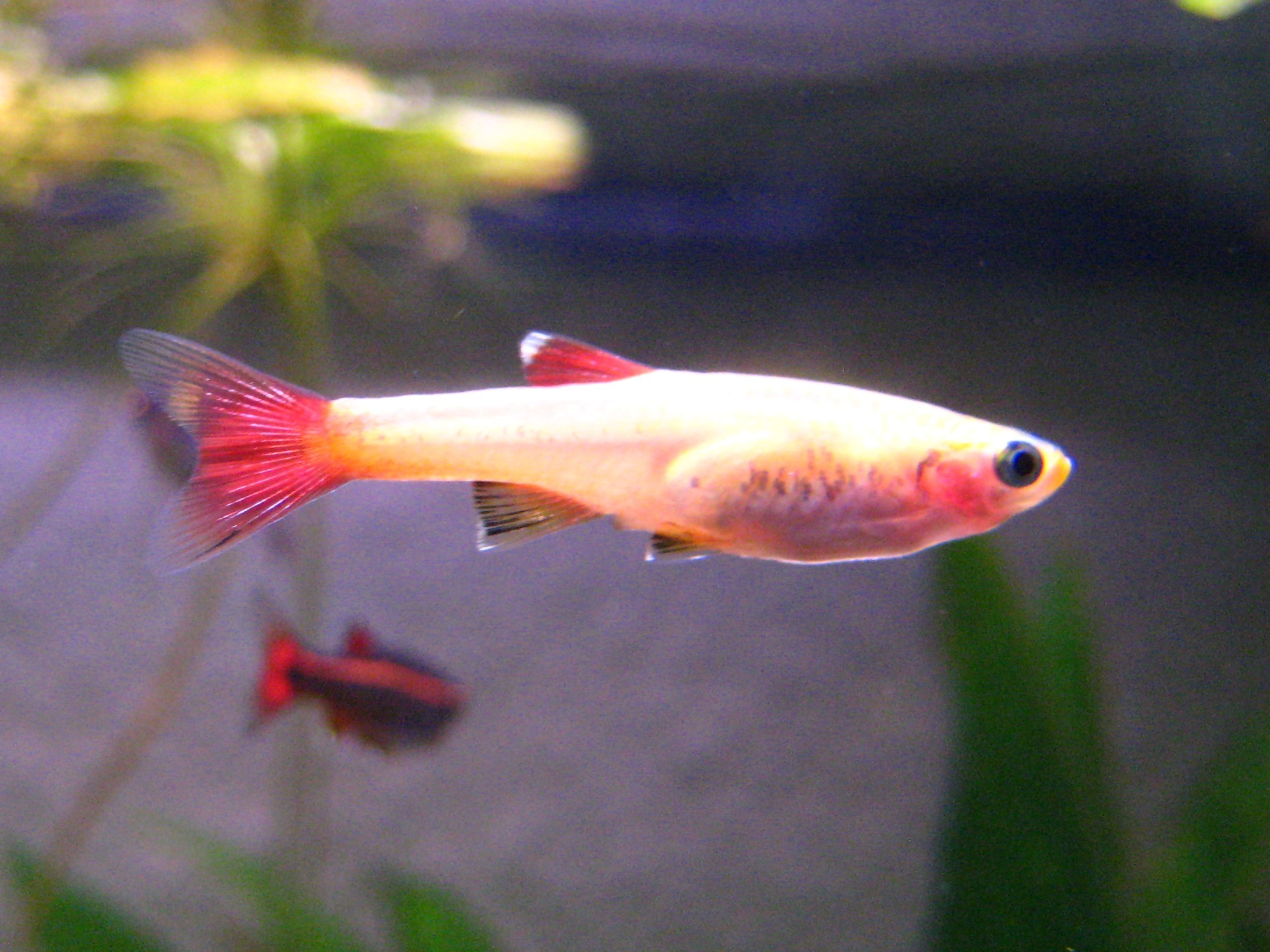
Виведена порода кардинала

Температура води у природному ареалі існування рибки коливається як протягом доби, так і протягом року. Взимку вона знижується до 14 °C тепла, влітку досягає максимального значення — 26 °C. Діапазон температур 20°C-25°C — найкращий для утримання в умовах акваріума.
Кардиналів можна утримувати з будь-якими миролюбними рибами, але найкращого результату можна досягти при утримуванні їх з лорикаріями або анциструсами. Інші види, навіть такі як гупі можуть поїдати мальків і личинок кардиналів. Кардинали свого потомства не поїдають.
Для рибки характерні висока стійкість проти хвороб, невеликі розміри, привабливість, легкість щодо утримання, розмноження і вигодовування мальків.
Кардинали невибагливі до якості води й корму. Вони споживають маленькі крихти сухого молока з поверхні води і промиту в холодній воді манку, промиту і розтерту морожену рибу, трубочників, дрібного мотиля та будь-які спеціалізовані штучні корми.

## Розмноження
Поверхня води акваріума повинна бути вкрита дрібнолистими видами рослин, або такими, які мають розгалужену кореневу систему (пупок білоголовий, цератоптериси тощо). У заростях біля поверхні води в акваріумах навіть невеликих розмірів (20-30 л) розмножуються у достатній кількості мікроорганізми, які є кормом для молоді кардиналів. Велика кількість рослин і достатня кількість укриттів створюють для кардиналів сприятливі умови для розмноження і розвитку.
Щоб кардинали розмножувалися, треба замінювати раз на тиждень 1/10 об'єму води акваріума на свіжу. В таких умовах протягом 3-4 тижнів підряд кардинали відкладають по 5-10 ікринок на дрібнолисті рослини.
З появою мальків в акваріум бажано вносити кормові організми (коловертки, інфузорії), а також підгодовувати їх розтертим сухим молоком, дитячою кормовою сумішшю «Малюк», або штучними кормами «Тетра».